# Neil Stephens (cestista)
Neil Donald Stephens (Derby, 6 novembre 1964) è un ex cestista neozelandese.

## Carriera
Con la Nuova Zelanda ha disputato i Campionati mondiali del 1986.